# Рони, Вилли
Вилли Рони (фр. Willy Ronis, 14 августа 1910, Париж — 12 сентября 2009, там же) — французский фотограф.

## Биография и творчество

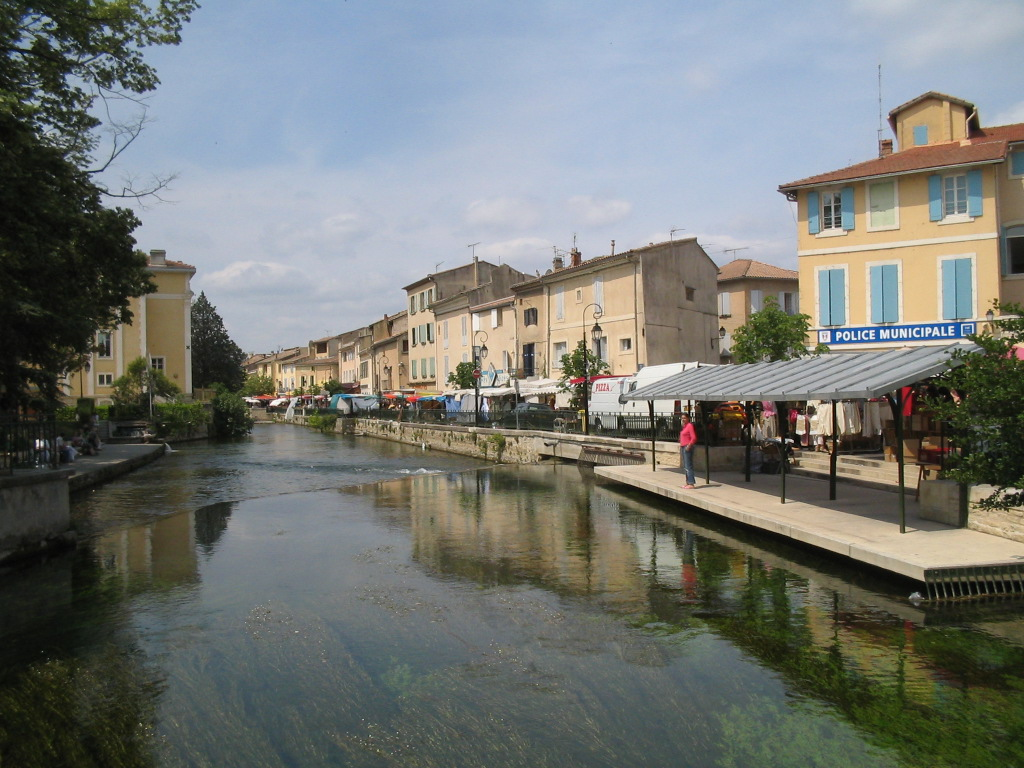
Лиль-сюр-ла-Сорг

Родился в еврейской семье: отец — выходец с Украины, мать — из Литвы. Отец обзавёлся в Париже фотомастерской, с 1934 года сын стал помогать в ней отцу. После смерти отца в 1936 году занялся фоторепортажем. Познакомился с Робертом Капой, Брассаем, Картье-Брессоном. После Второй мировой войны, наряду с Робером Дуано и Эдуаром Буба, стал ведущим мастером французской гуманистической фотографии. В 1972 году поселился в Лиль-сюр-ла-Сорг (деп. Воклюз), месте рождения и жительства Рене Шара. В 1970—1980-е годы много преподавал (Авиньон, Экс-ан-Прованс, Марсель). В 1983 завещал своё наследие французскому государству. После 2001 года больше не занимался фотографией.

## Признание
В 1953 году Эдвард Стайхен объединил работы Вилли Рони, Картье-Брессона, Робера Дуано, Изиса Бидерманаса и Брассая в выставку «Пять французских фотографов» в Музее современного искусства в Нью-Йорке. В 1957 году награждён золотой медалью Венецианской Биеннале. В 1979 году получил Большую национальную премию литературы и искусства. В 1985 году награждён Орденом искусств и литературы, в 1991 году — кавалерской степенью ордена Почётного легиона, в 2001 году — командорской степенью Национального ордена «За заслуги», в 2008 году — офицерской степенью ордена Почётного легиона. Член Королевского фотографического общества Великобритании (1993), почётный доктор Уорикского университета (1998).

## Альбомы
- Photo-reportage et chasse aux images. Paris: Publications Photo-Cinéma Paul Montel, 1951.
- Belleville-Ménilmontant. Grenoble: Arthaud, 1954. Paris: Arthaud, 1984. ISBN 2700304861. Paris: Arthaud, 1989. Paris: Hoëbeke, 1999. ISBN 2842300815.
- Îles de Paris. [N.p.]: Arthaud, 1957.
- Paris. [Paris]: Arthaud, 1962.
- Paris in Color. Chicago: Rand McNally, 1964.
- Sur le fil du hasard. Paris: Contrejour, 1980. ISBN 2859490337.
- Willy Ronis. [N.p.]: Galerie municipale du Château d’eau, c.1981. ISBN 2903116199.
- Willy Ronis. Paris: P. Belfond, 1983. ISBN 2714416047.
- Willy Ronis par Willy Ronis. Paris: Association française pour la diffusion du patrimoine photographique, 1985.
- Mon Paris. Paris: Denoël, 1985. ISBN 2207231666.
- La Traversée de Belleville. Paris: Le Bar floréal, 1990.
- Willy Ronis. Paris: Centre national de la photographie, 1991. ISBN 2867540666.
- Willy Ronis, 1934—1987. Paris: Editions Treville, 1991. ISBN 4845706881.
- Portrait de Saint-Benoît-du-Sault. Paris: Calmann-Lévy; Versailles: Editions P. Olivieri, 1992.
- Toutes belles. Paris: Editions Hoëbeke, 1992. ISBN 2905292490.
- Willy Ronis: Photographs, 1926—1995. Oxford: Museum of Modern Art, 1995.
- Willy Ronis: 70 ans de déclics. Paris: Musées de la ville de Paris, 1996. ISBN 2879003180.
- A nous la vie! 1936—1958. Paris: Hoëbeke, 1996. ISBN 2842300092.
- Vivement Noël! Paris: Hoëbeke, 1996. ISBN 2842300203.
- Autoportrait. Cognac: Fata Morgana, 1996. ISBN 2851944118.
- Les Sorties du dimanche. Paris: Nathan, 1997. ISBN 2097542042.
- Provence. Paris: Hoëbeke, 1998. ISBN 284230036X.
- Sundays by the River. Washington, D.C.: Smithsonian Institution Press, 1999. ISBN 1560988878.
- Willy Ronis: Marie-Anne, Vincent et moi. Trézélan: Filigranes éd., 1999. ISBN 2910682765.
- Sur le fil du hasard, rétrospective: Willy Ronis photographies. Antony: Maison des Arts, 1999.
- Belleville Ménilmontant. Paris: Hoëbeke, 1999. ISBN 2842300815.
- Mémoire textile. Strasbourg: La Nuée bleue, 2000. ISBN 2716505381.
- Willy Ronis for Press Freedom. London: Reporters without borders, 2001. ISBN 2908830612.
- Derrière l’objectif de Willy Ronis: Photos et propos. Paris: Hoëbeke, 2001. ISBN 2842301234.
- Willy Ronis 55. London: Phaidon, 2002. ISBN 0-7148-4167-6.
- Willy Ronis: «La vie en passant». Munich: Prestel, 2004. ISBN 3791329308.
- Le Val et les bords de Marne. Paris: Terrebleue, 2004. ISBN 2913019307.
- Willy Ronis: Stolen Moments / Gestohlene Augenblicke / Instants dérobés. Cologne: Taschen, 2005. ISBN 3-8228-3958-2.
- Willy Ronis: Paris, éternellement. Paris: Hoëbeke, 2005. ISBN 2842302451.
- Willy Ronis. Barcelona: Obra Social Fundacioń «La Caixa», 2006. ISBN 8476649010.
- Ce jour-la. Paris: Mercure de France, 2006. ISBN 2715226616. Paris: Gallimard, 2008. ISBN 9782070358625.
- Les Chats de Willy Ronis. Paris: Flammarion, 2007. ISBN 2081206870.
- Nues. Paris: Terre bleue, 2008. ISBN 9782909953229.

## Персональные выставки
- «Willy Ronis», L — галерея, Москва СССР 1990 г.